# 吊岩风
吊岩风，别名：爬山虎，单吊根，上树蜈蚣。葡萄科爬山虎属植物-异叶爬山虎。拉丁学名：Parthenocissus heterophylla (Bl.)Merr.药用部分：异叶爬山虎的根、茎。
性味：微辛、涩、温、无毒。功效：祛风除湿，散瘀止痛，解毒消肿。
主治：用于风湿痹痛、胃脘痛、偏头痛、产后瘀滞腹痛、跌打损伤、痈疮肿毒。用法用量：内服入煎剂15~30克。外用适量，捣敷或研末撒患处。
禁忌：孕妇禁服。

## 资料来源
- 《民族医药报》CN45_0047